# Skilvionių miškas
Skilvionių miškas este o arie protejată (sit de importanță comunitară — SCI) din Lituania întinsă pe o suprafață de 48 ha, integral pe uscat.

## Localizare
Centrul sitului Skilvionių miškas este situat la coordonatele 55°32′54″N 24°01′55″E / 55.5483°N 24.0319°E.

## Înființare
Situl Skilvionių miškas a fost declarat sit de importanță comunitară în noiembrie 2006 pentru a proteja 1 specie de plante.

## Biodiversitate
Situată în ecoregiunea boreală, aria protejată nu include niciun habitat protejat.
La baza desemnării sitului se află o specie protejată de  plante: papucul doamnei (Cypripedium calceolus).